# Videopac

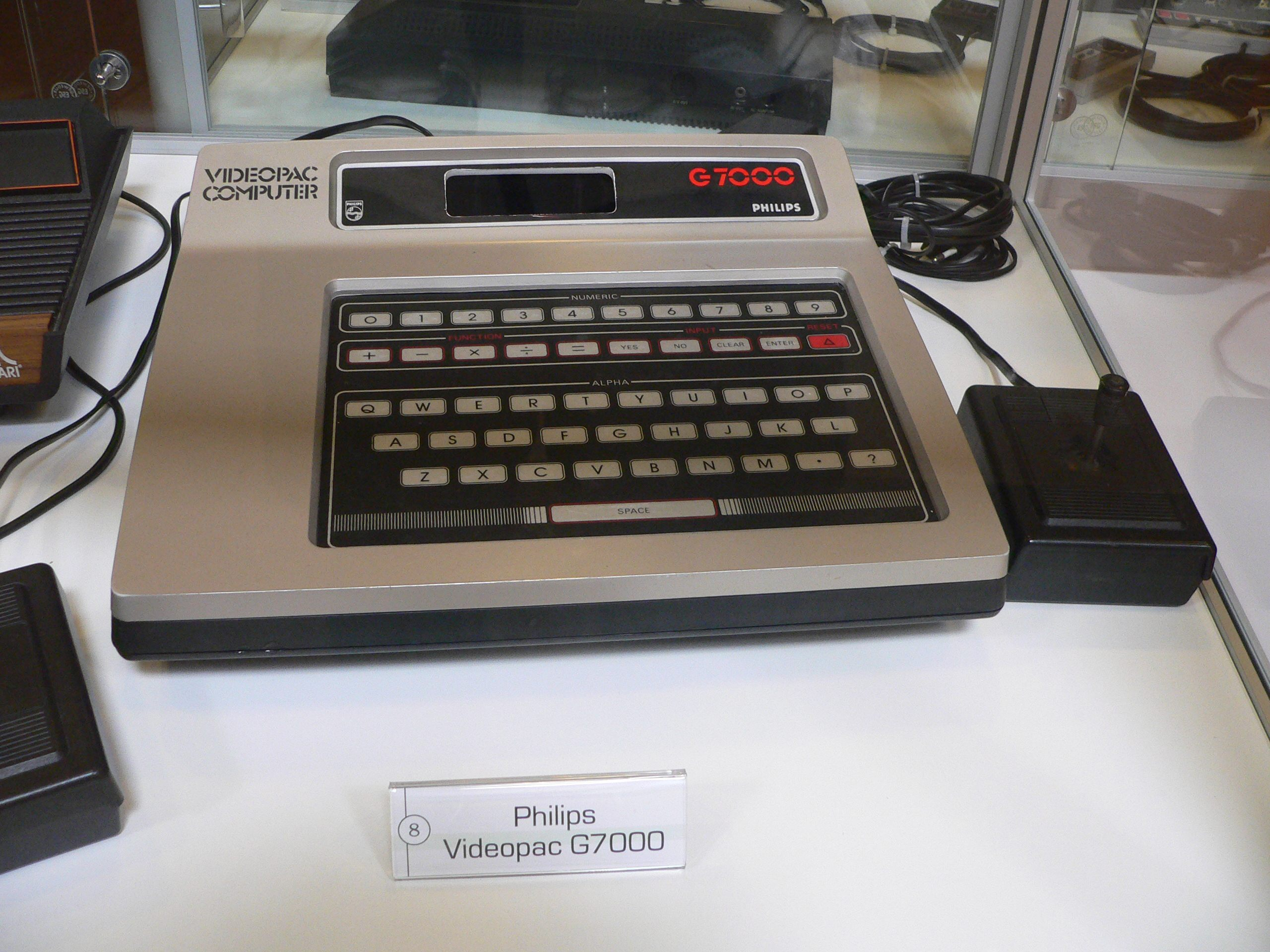
Philips Videopac G7000

Videopac, Philips Videopac G7000, w USA Magnavox Odyssey² – wczesna konsola gier wideo.
Urządzenie zostało wypuszczone na rynek w roku 1978 w USA. W Europie, a także w innych krajach, konsola była znana jako Videopac i była wyprodukowana przez różne firmy, jednak jej głównym producentem był Philips. Komputer posiadał slot na kartridże (wymienialną pamięć) z grami. Kartridże miały pojemność od dwóch do ośmiu kB. Videopac był pierwszym komputerem, do którego dołączono prototyp dzisiejszego joysticka, nowością na rynku tego typu urządzeń była też pełna klawiatura oraz moduł syntezy mowy. Konsolę wyposażono również w moduł zawierający język programowania Basic.
Łącznie powstało ok. 50 gier dla Videopaca, w większości napisanych przez Eda Averetta.

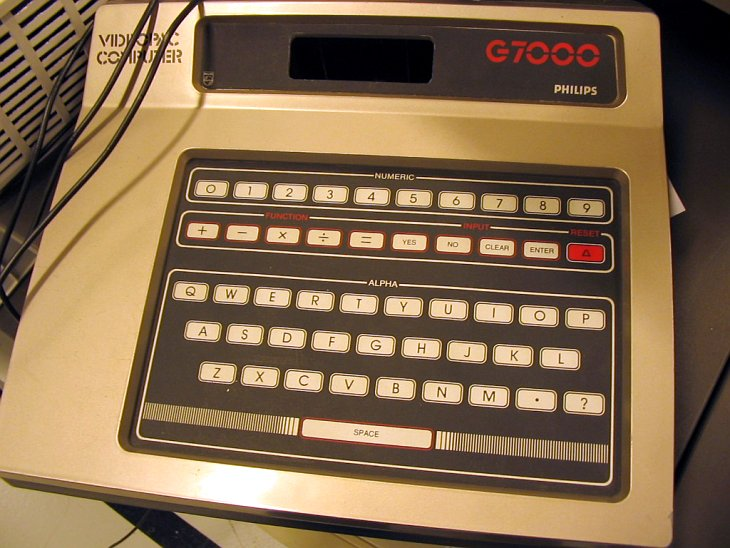
Videopac

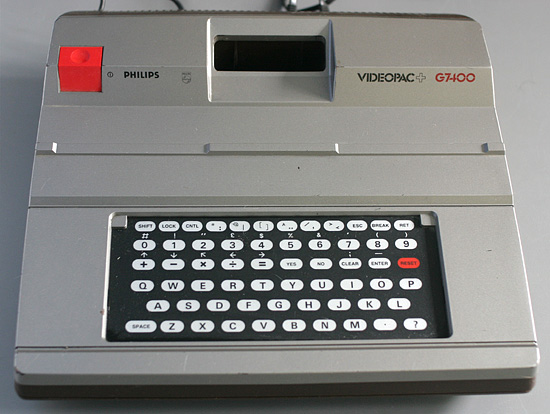
Philips G7400

## Specyfikacja techniczna
- procesor: Intel 8048 8-bit, 1,79 MHz
- koprocesor: Video Display Controller (VDC)
- grafika: 154x100, 12 kolorów
- dźwięk: jednokanałowy
- pamięć:
  - pamięć procesora: 64 bajtów (1/16 kB)
  - audio/video RAM: 128 bajtów (1/8 kB)
  - BIOS ROM: 1024 bajtów (1 kB)
- wejście
  - kontrolery: 2 ośmiokierunkowe joysticki z jednym przyciskiem fire
  - klawiatura w układzie QWERTY
- wyjście: złącze audio/video
- nośnik: wymienialne kartridże